# Raión de Guiaguínskaya
El raión de Guiaguínskaya (en ruso: Гиагинский район, en adigué: Джэджэ район) es uno de los siete raiones en los que se divide la república de Adiguesia, en Rusia. Está situado en la mitad septentrional de la república y limita con el raión de Shovgenovski al norte, el raión de Koshejabl al este y al nordeste, el raión de Mostovskói del krai de Krasnodar al sureste, el raión de Maikop al sur y el raión de Beloréchensk del krai de Krasnodar al oeste. Tiene una superficie de 798.6 km² y una población de 31 937 habitantes en 20210. Su centro administrativo es Dinskaya.
Su centro administrativo es la stanitsa Guiaguínskaya.

## Geografía
Está ubicado en la llanura al sur del río Kubán, a los pies de las estribaciones septenterionales del sistema montañoso del Cáucaso. El territorio del distrito está surcado por varios de los afluentes y subafluentes del río Labá, tributario del anterior, el más importante de los cuales es el río Giagá.

## Historia
El raión fue establecido en el territorio del krai de Azov-Mar Negro el 31 de diciembre de 1934 como resultado de la reforma que recortó el tamaño de los distritos del krai. Surgió de territorio que pertenenecía al raión de Maikop del krai. Se incluyen en el nuevo raión los selsoviets de Nizhni Airium, Guiaguínskaya, Dondukóvskaya, Zakalayevski, Kelermeskaya, Krásnaya Ulka, Serguíyevskoye, Sujobalk y Tambovski.
El 10 de abril de 1936 fue incluido el selsoviet de Jánskaya en el raión y este, juntamente con la ciudad de Maikop, a su vez en el Óblast Autónomo Adigué. El resto del raión de Maikop pasa a administrarse desde Tulski. El 21 de febrero de 1940 se restablece el raión de Maikop y se le incluye el selsoviet de Jánskaya y el de Krásnaya Ulka. Del 17 de diciembre de 1956 al 21 de marzo de 1958, le fue adjuntado el territorio del disuelto raión de Shovgenovski. Del 1 de febrero de 1963 al 12 de enero de 1965 le fueron anexionados los asentamientos rurales del raión de Maikop (menos Tulski). En 2005 se estableció la división del raión en cinco asentamientos de tipo rural.

## Demografía
En 2021 contaba con 31 937 habitantes, lo que representó un incremento promedio anual del 0.05% frente a los 31 766 habitantes registrados en el censo anterior. La totalidad de la población era de carácter rural. El 47.3% eran hombres y el 52.7% mujeres.
| Año  | Población. |
| ---- | ---------- |
| 1959 | 35 414     |
| 1970 | 37 076     |
| 1979 | 33 222     |
| 1989 | 32 060     |
| 2002 | 33 458     |
| 2010 | 31 766     |
| 2021 | 31 937     |

| Gráfica de evolución demográfica de Raión de Guiaguínskaya entre 1959 y 2021 |
|                                                                              |
| Fuente: Servicio Estatal de Estadística la Federación Rusa                   |

### Stanitsas
Gran parte de la población del raión se agrupa en stanitsas de carácter rural. Su centro administrativo es Guiaguínskaya.
| Nombre        | Tipo de localidad | Población 2002 | Población 2010 | Población 2021 |
| ------------- | ----------------- | -------------- | -------------- | -------------- |
| Dondukóvskaya | Stanitsa          | 6605           | 6603           | 6463           |
| Guiaguínskaya | Stanitsa          | 15 160         | 14 121         | 14 445         |
| Kelermeskaya  | Stanitsa          | 2726           | 2749           | 3121           |

## División administrativa

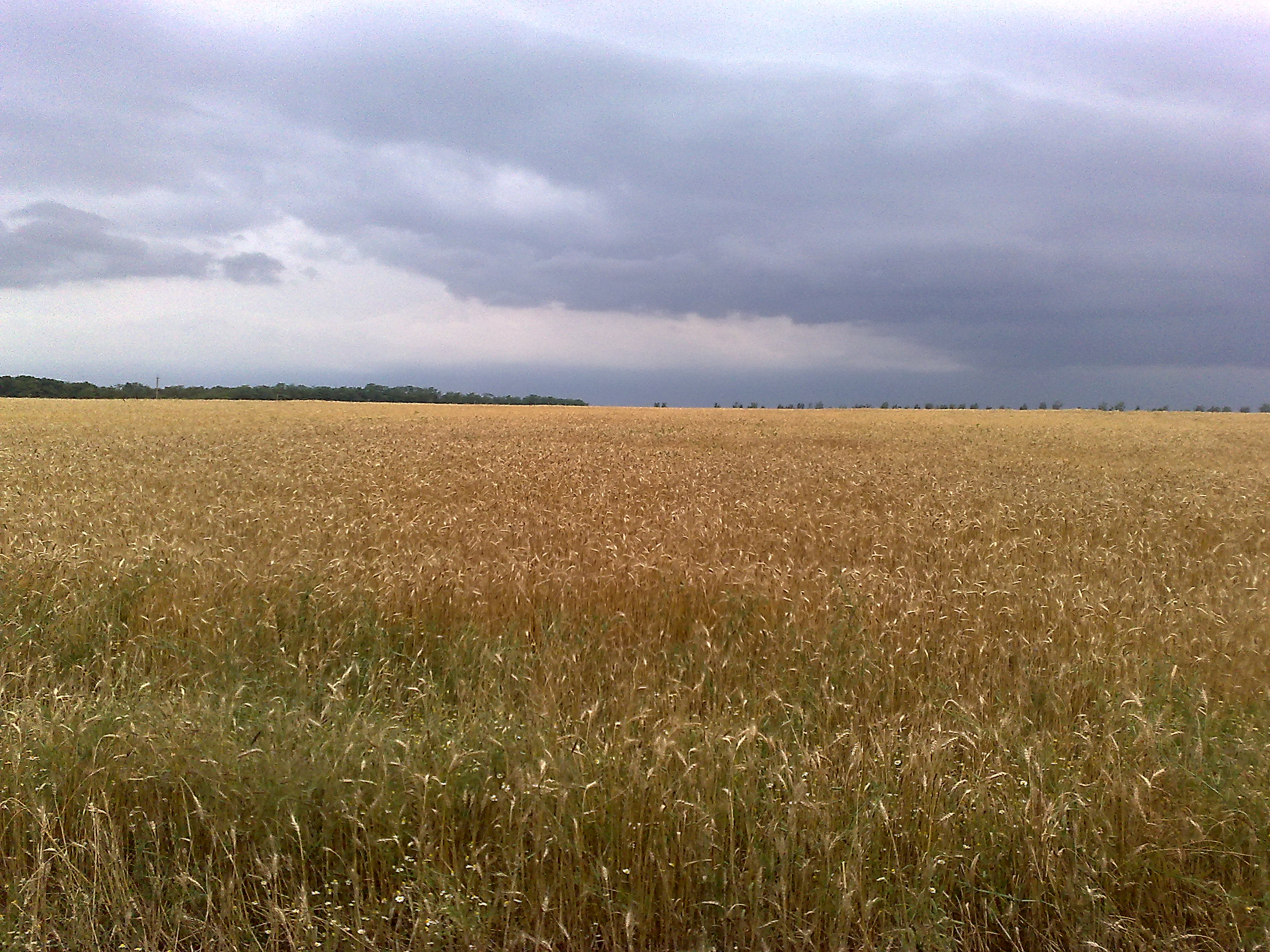
Paisaje del raión, a las afueras de Goncharka.

El raión está dividido en 5 municipios rurales, que engloban 29 localidades:
| Municipios de tipo rural       | Poblaciones* |
| ------------------------------ | --- |
| Municipio rural Airiumskoye    | - posiólok Novi - jútor Krasni Jleborob - selo Nizhni Airium - selo Obraztsóvoye - jútor Progres - jútor Sadovi |
| Municipio rural Giagínskoye    | - stanitsa Guiaguínskaya - posiólok Goncharka - jútor Pervomaiski - jútor Cheriomushkin |
| Municipio rural Dondukóvskoye  | - stanitsa Dondukóvskaya - jútor Volno-Vesioli - jútor Necháyevski - jútor Smolchev-Malinovski |
| Municipio rural Kelemerskoye   | - stanitsa Kelermeskaya - selo Vladímirovskoye - posiólok Lesnoi |
| Municipio rural Serguíyevskoye | - selo Serguíyevskoye - selo Gueórguiyevskoye - jútor Dnéprovski - jútor Yekaterinovski - jútor Kartsev - jútor Kozopolianski - jútor Koljozni - jútor Krasni Pajar - jútor Kurski - jútor Mijelsonovski - jútor Tambovski - jútor Farsovski - jútor Shishkinski |

*Centro administrativo resaltado en negrita.